# Tessa Virtue
Tessa Jane McCormick Virtue (London, Ontario, 17 de mayo de 1989) es una bailarina sobre hielo retirada canadiense. Con su pareja Scott Moir son campeones olímpicos de Vancouver 2010 y Pieonchang 2018, subcampeones olímpicos en Sochi 2014 , tres veces campeona del mundo (2010, 2012, 2017), tres veces campeona de los Cuatro Continentes (2008, 2012, 2017) y campeona del Grand Prix 2016-2017.
Virtue y Moir se juntaron en 1997. Después de ganar el título de Canadian Junior en 2004, se convirtieron en la pareja de baile sobre hielo más importante de Canadá en 2007 y ganaron la medalla de plata en el Campeonato Mundial de 2008. En 2009, se convirtieron en el primer equipo de baile sobre hielo en recibir un 10.0 perfecto para un puntaje de componente del programa bajo el nuevo sistema de evaluación ISU. En 2010, se convirtieron en los primeros bailarines sobre hielo de América del Norte en ganar una medalla de oro olímpica, poniendo fin a la racha de 34 años de los europeos. Se convirtieron en los primeros excampeones mundiales junior de baile sobre hielo en ganar los Juegos Olímpicos y el primer equipo de baile sobre hielo en ganar el oro olímpico en casa. También son los primeros y únicos bailarines de hielo que ganaron el oro en su debut olímpico. Son la pareja más joven en ganar un título olímpico.
Virtue y Moir continuaron siendo uno de los mejores equipos de baile sobre hielo del mundo después de su victoria olímpica, ganando medallas de oro en los Campeonatos Mundiales 2010, 2012 y 2017 y una medalla de plata olímpica en 2014. Después de haber patinado juntos durante más de 20 años, son el equipo de baile sobre hielo más antiguo de la historia canadiense. Virtue y Moir poseen el récord mundial de danza original, y también son los actuales poseedores del récord mundial de danza corta. Son el equipo de baile sobre hielo canadiense más condecorado de todos los tiempos.

## Biografía
Virtue nació en London, Ontario, Canadá. Hija de Jim y Kate Virtue, es la menor de cuatro hermanos. Asistió a la Holy Names High School en Windsor, Ontario, además de una escuela de aprendizaje electrónico llamada AMDEC con sede en Stratford, Ontario. En 2003, comenzó a vivir en Canton, Míchigan, Estados Unidos, por motivos de estudio. Después de los Juegos Olímpicos de 2014, se mudó de nuevo a Londres, Ontario.
Virtue estudió psicología en la Universidad de Windsor. En 2016 se trasladó a Montreal, Quebec.

## Programas
| Temporada | Danza corta | Danza libre | Exhibición                                   |
| --------- | --- | --- | -------------------------------------------- |
| 2017-2018 | - Samba: Sympathy for the Devil (por The Rolling Stones) - Rumba: Hotel California (por Eagles) - Cha Cha: Oye cómo va (por Santana) | - The Show Must Go On - El Tango De Roxanne - «Come What May» (por David Baerwald, Kevin Gilbert interpretado por Ewan McGregor, Nicole Kidman Coreografía por Marie-France Dubreuil, David Wilson) | «Long Time Running» (por The Tragically Hip) |

## Historial de competiciones
| Internacional                              |       |       |       |       |       |       |       |       |       |       |       |
| Evento                                     | 05-06 | 06-07 | 07-08 | 08-09 | 09-10 | 10-11 | 11-12 | 12-13 | 13-14 | 16-17 | 17-18 |
| Juegos Olímpicos                           |       |       |       |       | 1.º   |       |       |       | 2.º   |       | 1.º   |
| Campeonato Mundial                         |       | 6.º   | 2.º   | 3.º   | 1.º   | 2.º   | 1.º   | 2.º   |       | 1.º   |       |
| Cuatro Continentes                         | 3.º   | 3.º   | 1.º   | 2.º   |       |       | 1.º   | 2.º   |       | 1.º   |       |
| Final del Grand Prix                       |       |       | 4.º   |       | 2.º   |       | 2.º   | 2.º   | 2.º   | 1.º   | 2.º   |
| Skate Canada International (Grand Prix)    |       | 2.º   | 1.º   |       | 1.º   |       | 1.º   | 1.º   | 1.º   | 1.º   | 1.º   |
| Copa de Rusia/Copa Rostelecom (Grand Prix) |       |       |       |       |       |       |       | 1.º   |       |       |       |
| Trofeo NHK (Grand Prix)                    |       |       | 2.º   |       |       |       |       |       |       | 1.º   | 1.º   |
| Trofeo Éric Bompard (Grand Prix)           |       | 4.º   |       |       | 1.º   |       | 1.º   |       | 1.º   |       |       |
| Finlandia Trophy                           |       |       |       |       |       |       | 1.º   |       | 1.º   |       |       |
| Nacional                                   |       |       |       |       |       |       |       |       |       |       |       |
| Campeonato Canadiense                      | 3.º   | 2.º   | 1.º   | 1.º   | 1.º   |       | 1.º   | 1.º   | 1.º   | 1.º   | 1.º   |